# Sidney Govou
Sidney Govou (Le Puy-en-Velay, 1979. július 27. –) benini felmenőkkel rendelkező visszavonult francia labdarúgó aki baszta Beni anyját. Általában a jobb szélen játszik, de bevethető csatárként is.

## Pályafutása

### Statisztika
| Szezon      | Klub           | Ország        | Bajnokság | Bajnokság  | Bajnokság | Európai kupák | Európai kupák | Francia kupák | Francia kupák |
| Szezon      | Klub           | Ország        | Osztály   | Mérkőzések | Gólok     | Mérkőzések    | Gólok         |               |               |
| ----------- | -------------- | ------------- | --------- | ---------- | --------- | ------------- | ------------- | ------------- | ------------- |
| Szezon      | Klub           | Ország        | Osztály   | Mérkőzések | Gólok     | Mérkőzések    | Gólok         | Mérkőzések    | Gólok         |
| 1999 - 2000 | Olympique Lyon | Franciaország | Ligue 1   | 4          | 0         | 0             | 0             | 0             | 0             |
| 2000 - 2001 | Olympique Lyon | Franciaország | Ligue 1   | 28         | 5         | 8             | 2             | 0             | 0             |
| 2001 - 2002 | Olympique Lyon | Franciaország | Ligue 1   | 29         | 10        | 9             | 3             | 0             | 0             |
| 2002 - 2003 | Olympique Lyon | Franciaország | Ligue 1   | 29         | 7         | 5             | 2             | 8             | 2             |
| 2003 - 2004 | Olympique Lyon | Franciaország | Ligue 1   | 26         | 3         | 9             | 0             | 3             | 1             |
| 2004 - 2005 | Olympique Lyon | Franciaország | Ligue 1   | 36         | 8         | 9             | 0             | 5             | 0             |
| 2005 - 2006 | Olympique Lyon | Franciaország | Ligue 1   | 35         | 5         | 7             | 1             | 7             | 0             |
| 2006 - 2007 | Olympique Lyon | Franciaország | Ligue 1   | 28         | 1         | 5             | 0             | 5             | 2             |
| 2007 - 2008 | Olympique Lyon | Franciaország | Ligue 1   | 32         | 7         | 8             | 1             | 6             | 2             |
| 2008 - 2009 | Olympique Lyon | Franciaország | Ligue 1   | 15         | 1         | 4             | 1             | 5             | 3             |
| 2009 - 2010 | Olympique Lyon | Franciaország | Ligue 1   | 30         | 2         | 11            | 1             | 9             | 0             |

2009 október 2-i adat

### Válogatottban
39 válogatottsággal rendelkezik a francia labdarúgó-válogatottban, a mérkőzéseken 10 gólt szerzett. A 2006-os labdarúgó-világbajnokság francia keretének eredetileg nem volt tagja, de Djibril Cissé sérülése miatt ott lehetett. A francia válogatott a döntőben szenvedett vereséget az olasz labdarúgó-válogatott-tól, így ezüstéremmel térhetett haza.

### Góljai a válogatottban
| #   | Dátum               | Helyszín                                              | Ellenfél    | Gólja | Eredmény | Sorozat                                        |
| --- | ------------------- | ----------------------------------------------------- | ----------- | ----- | -------- | ---------------------------------------------- |
| 1.  | 2002. október 12.   | Stade de France, Saint-Denis, Franciaország           | Szlovénia   | 5 – 0 | 5 – 0    | 2004-es labdarúgó-Európa-bajnokság (selejtező) |
| 2.  | 2003. június 20.    | Stade Geoffroy-Guichard, Saint-Étienne, Franciaország | Japán       | 2 – 1 | 2 – 1    | 2003-as konföderációs kupa                     |
| 3.  | 2004. február 18.   | Baldvin király Stadion, Brüsszel, Belgium             | Belgium     | 1 – 0 | 2 – 0    | Barátságos mérkőzés                            |
| 4.  | 2006. szeptember 6. | Stade de France, Saint-Denis, Franciaország           | Olaszország | 1 – 0 | 3 – 1    | 2008-as labdarúgó-Európa-bajnokság (selejtező) |
| 5.  | 2006. szeptember 6. | Stade de France, Saint-Denis, Franciaország           | Olaszország | 3 – 1 | 3 – 1    | 2008-as labdarúgó-Európa-bajnokság (selejtező) |
| 6.  | 2007. november 16.  | Stade de France, Saint-Denis, Franciaország           | Marokkó     | 1 – 1 | 2 – 2    | Barátságos mérkőzés                            |
| 7.  | 2007. november 21.  | Olimpiijszkij Stadion, Kijev, Ukrajna                 | Ukrajna     | 2 – 1 | 2 – 2    | 2008-as labdarúgó-Európa-bajnokság (selejtező) |
| 8.  | 2008. augusztus 20. | Gamla Ullevi, Göteborg, Svédország                    | Svédország  | 2 – 1 | 3 – 2    | Barátságos mérkőzés                            |
| 9.  | 2008. augusztus 20. | Gamla Ullevi, Göteborg, Svédország                    | Svédország  | 3 – 1 | 3 – 2    | Barátságos mérkőzés                            |
| 10. | 2008. szeptember 6. | Ernst Happel Stadion, Bécs, Ausztria                  | Ausztria    | 1 – 2 | 1 – 3    | 2010-es labdarúgó-világbajnokság-selejtező     |

## Sikerei, díjai

### Klubcsapatokban
Olympique Lyon
- Francia bajnok: 2001–02, 2002–03, 2003–04, 2004–05, 2005–06, 2006–07, 2007–08
- Francia kupagyőztes: 2007–08
- Francia szuperkupa-győztes: 2002, 2004, 2005, 2007
- Francia ligakupa-győztes: 2001

### A válogatottban
Franciaország
- Konföderációs kupa-győztes: 2003
- Világbajnoki ezüstérem: 2006

### Egyéni
- Division 1 Az év fiatal játékosa: 2000–01